# Dāvis Bertāns
Dāvis Bertāns (Valmiera; 12 de noviembre de 1992) es un jugador de baloncesto letón que pertenece a la plantilla del BC Dubai de la ABA League. Con 2,08 metros de altura, juega en la posición de ala-pívot. Es el hermano menor del también jugador de baloncesto Dairis Bertāns (n. 1989).

## Carrera deportiva
Dāvis inició su carrera profesional en su país natal. Militó durante dos temporadas en el KK Olimpija Ljubljana donde debutó en la Euroleague. En el año 2011 fue elegido con el número 42 del Draft por Indiana Pacers, aunque luego sus derechos serían transferidos a los San Antonio Spurs. 
En la temporada 2013-14 en Partizan, promedió 13,4 puntos, 2,4 rebotes y 1,4 asistencias en la liga serbia y 12,5 puntos, 3,8 rebotes en una media de 21 minutos en competición europea.
En 2014 firma con el Saski Baskonia para debutar en la Liga ACB. 
En verano de 2016 se une a la NBA tras una oferta de San Antonio Spurs, equipo que poseía sus derechos.
Tras tres temporadas en San Antonio, el 6 de julio de 2019, es traspasado a los Washington Wizards.
Durante su tercera temporada en Washington, el 10 de febrero de 2022, es traspasado junto a Spencer Dinwiddie a Dallas Mavericks, a cambio de Kristaps Porziņģis.
La noche del draft de 2023 es traspasado a Oklahoma City Thunder.
El 8 de febrero de 2024 es traspasado a Charlotte Hornets, junto a Vasilije Micić y Tre Mann, a cambio de Gordon Hayward.
El 6 de julio de 2024 es cortado por los Hornets. A primeros de septiembre se une a los entrenamientos de Golden State Warriors, buscando un contrato NBA. Pero días después firma por el BC Dubai de los Emiratos Árabes Unidos que disputa la ABA League.

### Selección nacional
En su etapa juvenil consiguió la medalla de bronce con el combinado Sub-18 en el Campeonato de Europa de 2010, celebrado en Lituania.
Con el equipo nacional de su país ha disputado el Campeonato Europeo de Baloncesto en 2011 y 2017.
Durante agosto y septiembre de 2023 fue integrante de la selección de Letonia que participó en el Mundial de 2023 celebrado en Asia, y que finalizó en quinto lugar.

## Estadísticas de su carrera en la NBA

### Temporada regular
| Año     | Equipo        | PJ  | PT | MPP  | %TC   | %3P  | %TL  | RPP | APP | ROB | TPP | PPP  |
| ------- | ------------- | --- | -- | ---- | ----- | ---- | ---- | --- | --- | --- | --- | ---- |
| 2016-17 | San Antonio   | 67  | 6  | 12.1 | .440  | .399 | .824 | 1.5 | .7  | .3  | .4  | 4.5  |
| 2017-18 | San Antonio   | 77  | 10 | 14.1 | .440  | .373 | .816 | 2.0 | 1.0 | .3  | .4  | 5.9  |
| 2018-19 | San Antonio   | 76  | 12 | 21.5 | .450  | .429 | .883 | 3.5 | 1.3 | .5  | .4  | 8.0  |
| 2019-20 | Washington    | 54  | 4  | 29.3 | .434  | .424 | .852 | 4.5 | 1.7 | .7  | .6  | 15.4 |
| 2020-21 | Washington    | 57  | 7  | 25.7 | .404  | .395 | .870 | 2.9 | .9  | .6  | .2  | 11.5 |
| 2021-22 | Washington    | 34  | 0  | 14.7 | .351  | .319 | .933 | 1.8 | .5  | .3  | .2  | 5.7  |
| 2021-22 | Dallas        | 22  | 0  | 13.9 | .375  | .360 | .800 | 2.5 | .7  | .3  | .3  | 5.3  |
| 2022-23 | Dallas        | 45  | 1  | 10.9 | .431  | .390 | .867 | 1.2 | .5  | .2  | .2  | 4.6  |
| 2023-24 | Oklahoma City | 15  | 0  | 6.1  | .385  | .417 | .933 | .7  | .6  | .2  | .2  | 2.9  |
| 2023-24 | Charlotte     | 28  | 1  | 20.8 | .3945 | .375 | .889 | 1.8 | .9  | .8  | .3  | 8.8  |
| Total   | Total         | 475 | 41 | 18.0 | .422  | .396 | .863 | 2.4 | .9  | .4  | .4  | 7.7  |

### Playoffs
| Año   | Equipo      | PJ | PT | MPP  | %TC  | %3P  | %TL   | RPP | APP | ROB | TPP | PPP |
| ----- | ----------- | -- | -- | ---- | ---- | ---- | ----- | --- | --- | --- | --- | --- |
| 2017  | San Antonio | 13 | 0  | 8.6  | .444 | .400 | .667  | 1.5 | .2  | .2  | .3  | 2.8 |
| 2018  | San Antonio | 5  | 0  | 16.4 | .167 | .188 | .727  | 2.2 | 1.2 | .4  | .0  | 3.4 |
| 2019  | San Antonio | 5  | 0  | 15.8 | .333 | .273 | .600  | 1.6 | 1.0 | .0  | .2  | 3.2 |
| 2021  | Washington  | 4  | 2  | 26.5 | .407 | .348 | 1.000 | 2.8 | .3  | .3  | .5  | 9.3 |
| 2022  | Dallas      | 18 | 0  | 10.7 | .400 | .373 | .833  | 1.4 | .3  | .4  | .1  | 4.1 |
| Total | Total       | 45 | 2  | 12.7 | .373 | .339 | .780  | 1.7 | .5  | .3  | .2  | 4.0 |

## Logros y reconocimientos
- Campeón LBL 2 (2009-10)
- Campeonato Europeo de Baloncesto Sub-18, en Vilnius (Lituania), 2010
- Campeón Liga de Serbia: (2012, 2013, 2014)
- Campeón Liga adriática (2013)

## Vida personal
Dāvis Bertāns es hijo de Dainis Bertāns, exbaloncestista profesional y actual entrenador de baloncesto. Su hermano Dairis Bertāns es también jugador profesional de baloncesto. 
Por un accidente que sufrió en su niñez mientras cortaba leña, a Bertāns le falta una parte del dedo anular de su mano derecha.